# نشان درخش
نشان درخش (انگلیسی: Order of Splendor) یکی از نشان‌های افتخار در ایران است.
این نشان همچون نشان کوشش، نشان پاس و نشان سه ستاره خدمت به افسران، درجه داران و کارمندان شهربانی کل کشور در دوران زمامداری رضاشاه و محمدرضا پهلوی اعطاء می‌گردید و در سال ۱۳۲۵ در سه درجه ساخته شد.

## طراحی و ساخت
روی این نشان که به شکل تاج پهلوی است و بر حسب درجه در سه نوع طلایی، نقره ای و برنزی ساخته می‌شد، نقش برجسته تقابل شهریار و شیر دیده می‌شود.
پشت نشان: به ترتیب از بالا به پایین و بر حسب درجه: «نشان درخش درجه ۱، ۲ و ۳»، «۱۳۲۵ شمسی» و «شهربانی کل کشور» دیده می‌شود.
این نشان توسط حلقه ای به روبانی وصل می‌باشد که به ترتیب برای درجه یک: نواری با سه خط عمودی سبزرنگ پهن، سه خط عمودی زردرنگ پهن و چهار خط عمودی سفید رنگ باریک؛ برای درجه دو: نواری با دو خط عمودی سبزرنگ پهن، دو خط عمودی زردرنگ پهن و دو خط عمودی سفید رنگ باریک؛ و برای درجه سه نواری با دو خط عمودی سبز و زردرنگ پهن تشکیل شده و به سمت چپ سینه آویخته می‌شده‌است.

## درجات نشان
این نشان در یک نوع و سه درجه ساخته و اعطاء می‌شد که عبارتند از:

نشان درجه یک درخش
نشان درجه دو درخش
نشان درجه سه درخش